# 내 생애 첫 번째 마가리타
내 생애 첫 번째 마가리타(Margarita, with a Straw)는 인도에서 제작된 소날리 보세 감독의 2014년 드라마 영화이다. 칼키 코이클린 등이 주연으로 출연하였다.

## 출연

### 주연
- 칼키 코이클린

### 조연
- 후사인 데랄
- 윌리암 모즐리
- 더그 플롯
- 자콥 베르제
- 사야니 굽타